# Franco Meroni
Franco Meroni (Lecco, ...) è un attore, regista teatrale, produttore teatrale e scenografo italiano.

## Biografia
Nato a Lecco. A Milano frequenta i corsi di teatro di Nella Marcacci, insegnante al Piccolo Teatro di Milano e a Roma quelli di Arti sceniche di Alessandro Fersen. L'interesse per il teatro glio era presente fin da ragazzo. Capì che era il suo futuro vedendo spettacolo di prosa a Milano, Londra, New york e Parigi. Lasciò i suoi progetti di vita in corso, tra cui lo studio, e scelse ciò che capì di amare.

### Anni settanta
Nel 1970 debutta come attore al Teatro Romano di Ostia Antica, nei Calabroni di Aristofane. Prosegue, nel ruolo di scritturato come attore in vari lavori teatrali con vari registi.
Nel 1973 fonda, con l'attrice Angela Redini, la compagnia di teatro Gruppo Teatro Incontro, in cui è attore e produttore. La compagnia produce Credere ubbedire, di Roberto Veller, Notte di guerra al Museo del Prado, di Rafael Alberti, scene di Alessandro Kokocinski. Lo spettacolo è invitato al Festival Cervantino di Guanajato-Messico assieme a La nuova colonia di Luigi Pirandello, con inserti scritti da Dacia Maraini. Nel 1975 Redini lascia la compagnia e Meroni prosegue da solo la direzione. È attore e produttore de La bambina Piedad di Hermogenes Sains, con la traduzione di Maria Luisa Aguirre d'Amico, scene Claudio Brigatti, regia Roberto Valentini.  Nel 1976 è attore e produttore de La doppia incostanza di Marivaux con Maria Teresa Bax, Giacomo Piperno, musiche di Stefano Marcucci, regia Augusto Zucchi. Nel 1977 è nuovamente invitato al Festival Cervantino di Gunajuato con Il candelaio di Giordano Bruno e Uno strano labirinto di Fernando Sanchez Mayans, proseguendo in tournée in Guatemala, Colombia, Venezuela.
Nel 1979 debutta come regista e organizzatore del Festival del Teatro Italiano a New York, voluto dall’Ente del Teatro Italiano e dal Ministero degli Esteri. Porta in scena il musical Marco Polo da lui ideato e scritto da Mario Moretti con musiche di Arturo Annichino. Idea e organizza e produce, con il poeta Elio Pecora, Concerti di Poesia, presso il Teatro del Prado di Roma da lui diretto e gestito. Fu il primo evento a Roma dedicato interamente alla poesia.

### Anni ottanta
Nel 1980, al Teatro Nuovo Parioli di Roma dirige Clizia di Niccolò Machiavelli. Il successo ottenuto induce Gian Carlo Menotti, direttore del Festival dei due Mondi, ad invitarlo, come primo regista italiano presente allo Spoleto Festival USA in South Carolina. Torna poi come regista lirico, con una produzione del Teatro Petruzzelli di Bari, con Livietta e Tracollo di Giovanni Battista Pergolesi e L’ arlecchinata, di Antonio Salieri. Gli spettacoli furono poi presentati al Festival Lirico di Martina Franca. Nel 1981, in prima mondiale, dirige e realizza scene e costumi di Un giorno ancora di Joseph Conrad, con Remo Girone e Carlo Hintermann. Nel 1982 inaugura a lesi il Giovanni Battista Pergolesi Festival con Livietta e Tracollo e La serva padrona, protagonista Paolo Montarsolo. Nello stesso anno a Belgrado], ex Jugoslavia, al Teatro dell’Opera, dirige Aurilla e Alcildo, di Antonio Vivaldi.
Nel 1982 viene invitato in Messico al Teatro Cuauhtémoc dal Dipartimento della Cultura Messicana, dove mette in scena Clizia, che porta anche in tournée nel paese. Viene poi invitato dallo Dipartimento a dirigere La vita è sogno, di Pedro Calderón de la Barca, con un cast messicano. Clizia è rappresentata anche a New York, al Theater Ensemble, nello stesso anno. Al Teatro Lirico di Cosenza A.Rendano cura la regia del Barbiere di Siviglia di Gioachino Rossini.
È direttore artistico del festival Transmetro di Roma, che per la prima volta ospita la lirica con Montserrat Caballé, nonché Giorgio Albertazzi e la mostra sul’avanguardia romana ” Immagine a Roma”, curata da Achille Bonito Oliva. Nella Cattedrale di Cosenza dirige Veglia Pasquale di Karol Wojtyla, in prima mondiale.
Nel 1984 è In Corea, con una produzione del Teatro d’Opera di Seul in collaborazione con il Teatro alla Scala, dirige e cura scene e costumi di Rigoletto di Giuseppe Verdi, de La bohème di Giacomo Puccini, Lucia di Lammermoor di Gaetano Donizetti. Protagonisti: Patrizia Pace, Renato Salvatori, Hyung-Soo, Kyu-Do Lee e Vincenzo Bello, direttore Massimo Pradella. In occasione dell’Anno Giubilare dirige La Passione di autore ignoto umbro del XIV secolo. Protagonisti : Mila Vannucci, Enrico di Troia e Ivano Marescotti.
Nel 1985 produce Il bell’indifferente di Jean Cocteau con Antonietta Carbonetti regia: Marco Gagliargo; Le ruote girano di Barbara Olivieri. Nello stesso anno cura la regia, con Aldo Trionfo di "La Nave" di Gabriele D'Annunzio con Alida Valli, Aldo Reggiani, Giulio Brogi e Raffaella Azzim.
Nel 1986 riprende la tournée di Clizia.
Nel 1987 dirige I finti commedianti testo di Giuseppe Gioachino Belli, con Lorenzo Gioielli, Donatella Ceccarello, Franco Alpestre etc. testo mai rappresentato e prodotto dal Teatro di Roma e dal Comune di Roma
Nel 1988 produce Un posto sicuro di Hans Krendlesberger con Rina Franchetti e Micaela Giustiniani regia R. Santini. Al Festival del Teatro di San Miniato traduce, con M. Bongioanni, Il vento del cielo di Emily Williams e ne cura la regia. Interpreti: Arnoldo Foà, Aldo Reggiani, scene Stefano Pace. Teatro Piccolo Eliseo produce Uomini e Paesaggio di Gianni Rirsos in collaborazione con l’Ambasciata di Grecia e Todi Festival, con Edda dell’Orso e Salvatore Martino, anche regista.
Nel 1989 porta al Teatro Testoni di Lamezia Terme …e la vita va, via col vento, un suo testo che anche dirige Scirri con A. Mario Panchia.
Da un suo testo, Artifizio giocoso, trae un balletto che dirige e di cui cura scene e costumi. Allo spettacolo partecipano Diana Ferrara, prima ballerina dell’Opera di Roma, e Waldemar W. Karaczewsky,  primo ballerino dell’Opera di Monaco. Lo spettacolo viene rappresentato a Hong Kong, Istanbul, Atene, Cairo e Alessandria, Giacarta, Bangkok.

### Anni duemila
Nel 2000 porta al Magnagrecia Festival 2000 Nostos - Ritorni con Katia Ricciarelli e Piera Degli Esposti, di cui realizza testo, scene e regia.
Nel 2008 è in tournée nel Lazio con una ripresa de I finti commedianti di Giuseppe Gioachino Belli.
Ha ideato con Giulio Paternieri la formazione della compagnia teatrale Organizzazione Spettacoli Internazionali (OSI) e fondato la Cooperativa Teatrale del Prado.

## Filmografia
- Il prezzo del potere, regia di Tonino Valerii (1969)
- La polizia ringrazia, regia di Steno (1972)
- Faccia di spia, regia di Giuseppe Ferrara (1975)
- Io e il duce, regia di Alberto Negrin (1985) Serie TV